# Aleje-Zátiší
Aleje-Zátiší jsou část města Františkovy Lázně v okrese Cheb v Karlovarském kraji. Nachází se na severovýchodě Františkových Lázní. Prochází zde silnice I/21. V roce 2011 zde trvale žilo 59 obyvatel. Je tvořena vesnicí Aleje a samotou Zátiší (nyní hotel na silnici I/21).
Aleje-Zátiší leží v katastrálním území Františkovy Lázně o výměře 6,26 km².

## Historie
Aleje-Zátiší vznikly k 24. listopadu 1990 jako část města Františkovy Lázně v okrese Cheb.

## Obyvatelstvo
| Rok            | 1869 | 1880 | 1890 | 1900 | 1910 | 1921 | 1930 | 1950 | 1961 | 1970 | 1980 | 1991 | 2001 | 2011 | 2021 |
| -------------- | ---- | ---- | ---- | ---- | ---- | ---- | ---- | ---- | ---- | ---- | ---- | ---- | ---- | ---- | ---- |
| Počet obyvatel | 0    | -    | -    | -    | -    | -    | -    | -    | -    | -    | -    | 71   | 70   | 59   | 59   |
| Počet domů     | 0    | -    | -    | -    | -    | -    | -    | -    | -    | -    | -    | 17   | 17   | 19   | 20   |

## Další fotografie

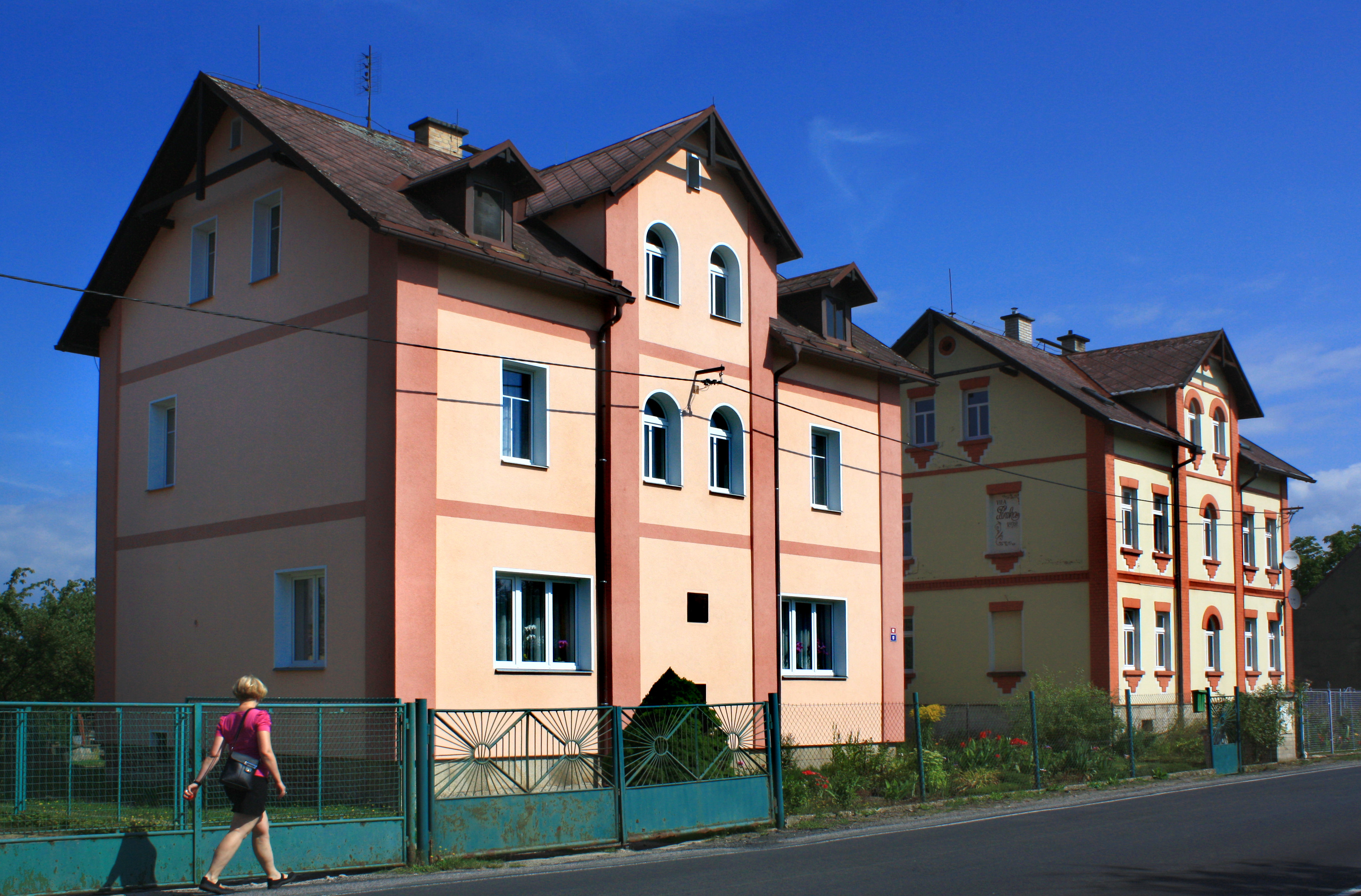
Městské domy
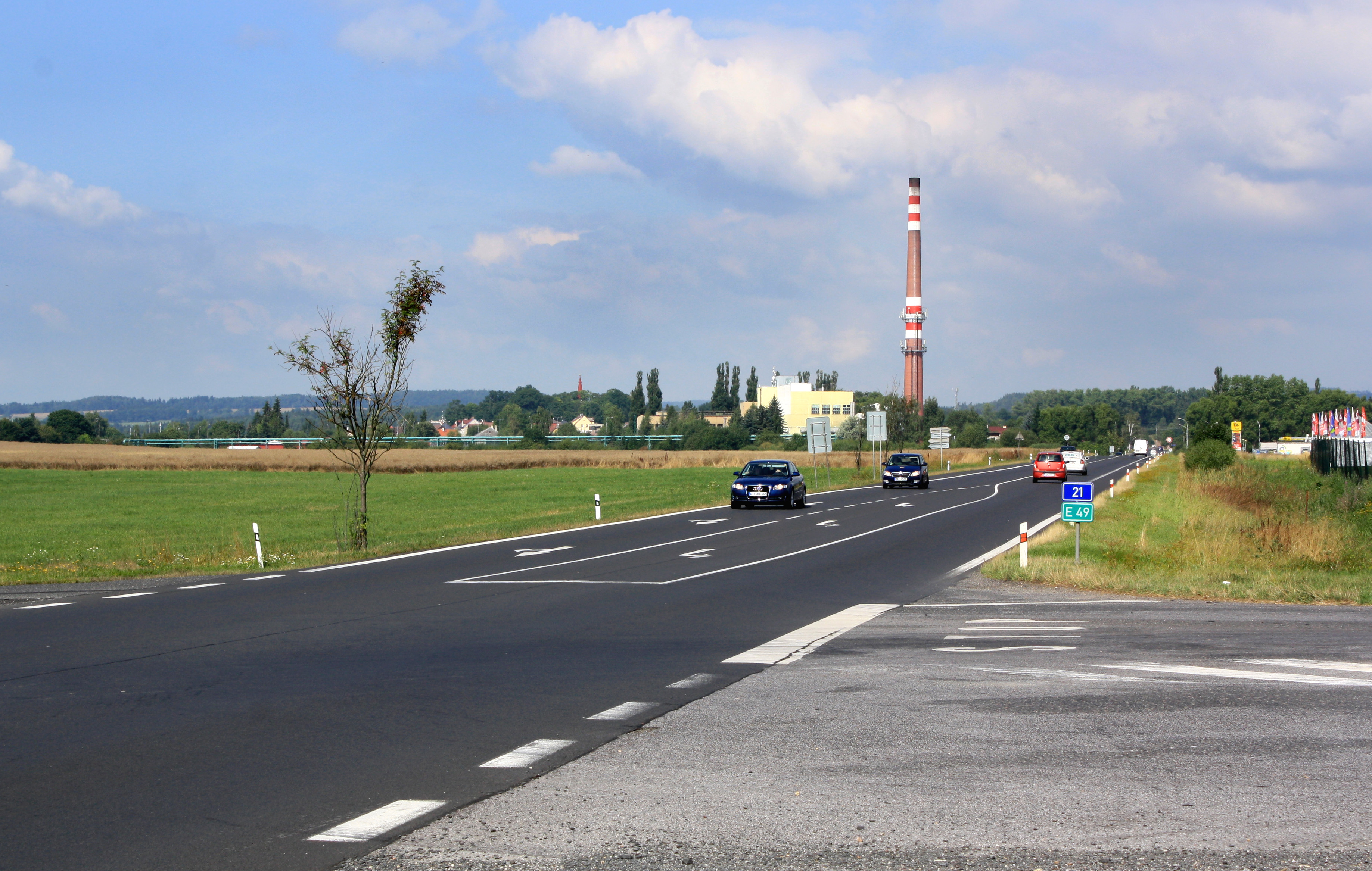
Křižovatka hlavní silnice I/21